# Керченско-Феодосийска операция
Керченско-Феодосийската операция от 26 декември 1941 до 19 май 1942 година е военна операция в района на градовете Керч и Феодосия в Крим на Източния фронт на Втората световна война.
Тя започва с успешен морски десант на съветски войски на Керченския полуостров, които имат за цел да си пробият път до обсадения от силите на Германия и Румъния Севастопол. Съветските войски правят няколко неуспешни опита за пробив, като в резултат на техническото превъзходство на германската артилерия претърпяват огромни загуби. През май германците предприемат масирано контранастъпление и унищожават съветския плацдарм в източен Крим.